# Boletus appendiculatus
Boletus appendiculatus es un hongo basidiomiceto de la familia Boletaceae, propio de  los meses veraniegos y también durante el otoño, siempre y cuando no haga frío. Es habitual encontrarlo siempre ligado a árboles planifolios, sobre todo a los robles. Forma parte de los Boletus comestibles de mejor calidad.